# Вайсенфельс
Ва́йсенфельс (нем. Weißenfels) — город в Германии, в земле Саксония-Анхальт.
Входит в состав района Вайсенфельс. Подчиняется управлению Вайссенфельзер Ланд. Население составляет 41 434 человека (на 31 декабря 2010 года). Занимает площадь 24,74 км². Официальный код — 15 2 68 035.

## История
Вайсенфельс прежде принадлежал тюрингенским графам, и с 1657 года был резиденцией герцогов Саксен-Вейсенфельских — боковой линии саксонских курфюрстов; эта линия угасла со смертью Иоганна-Адольфа II в 1746 году. Вплоть до 1990 годов Вайсенфельс был одним из крупнейших центров обувной промышленности в Германии, о чём в настоящее время напоминает размещённый в дворце Ной-Августусбург музей, посвящённый башмачному ремеслу.

## Города-побратимы
- Нитра, Словакия

## Фотографии

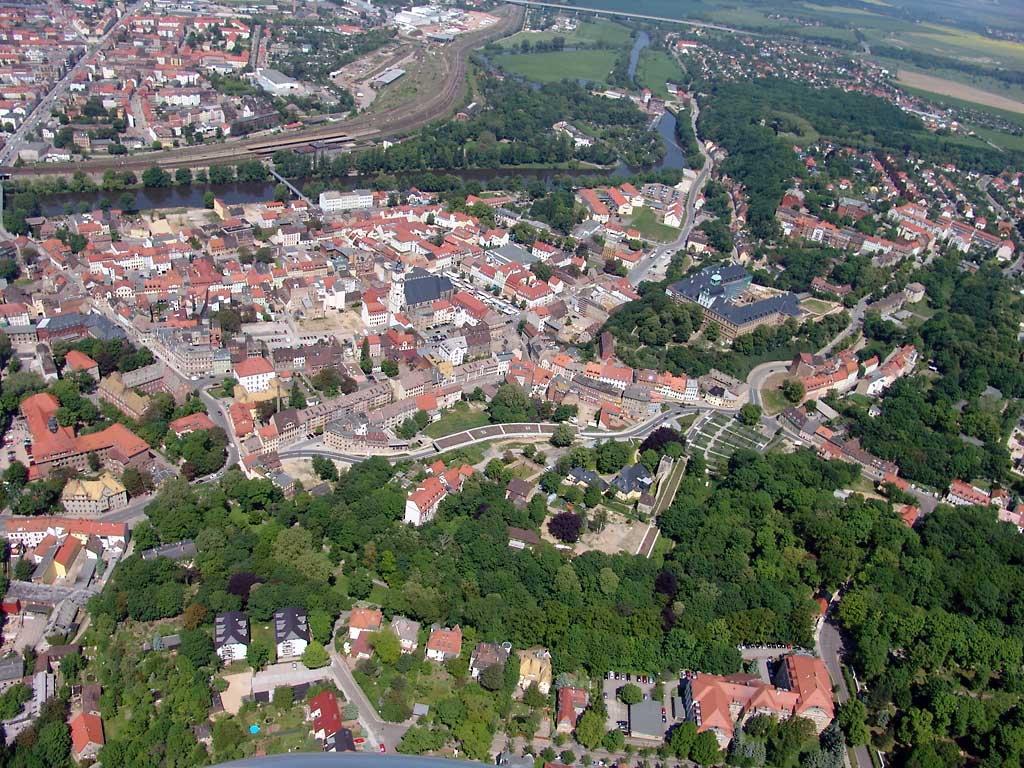
Вид на город с высоты птичьего полёта
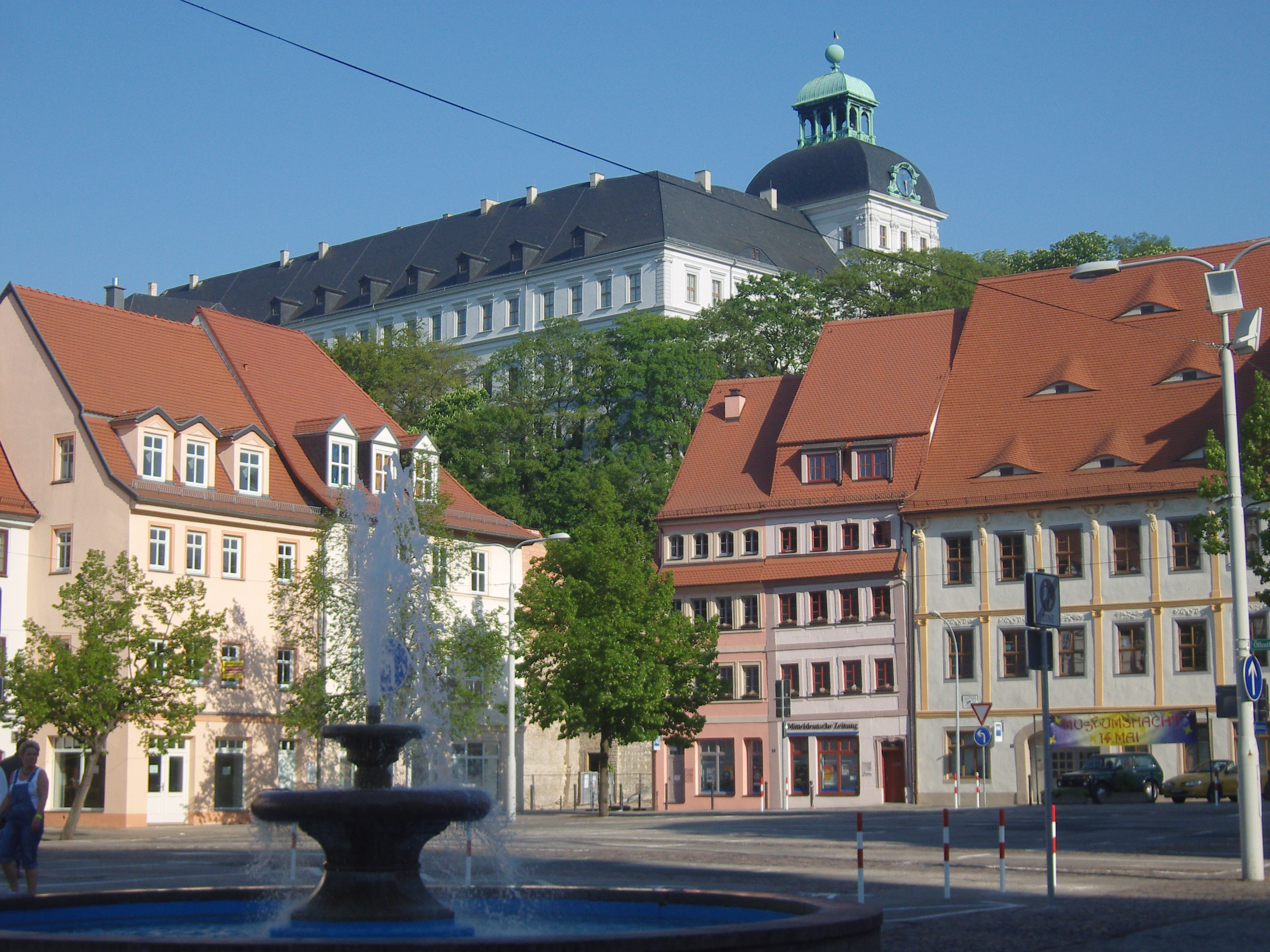
Рыночная площадь и дворец Ной-Августусбург
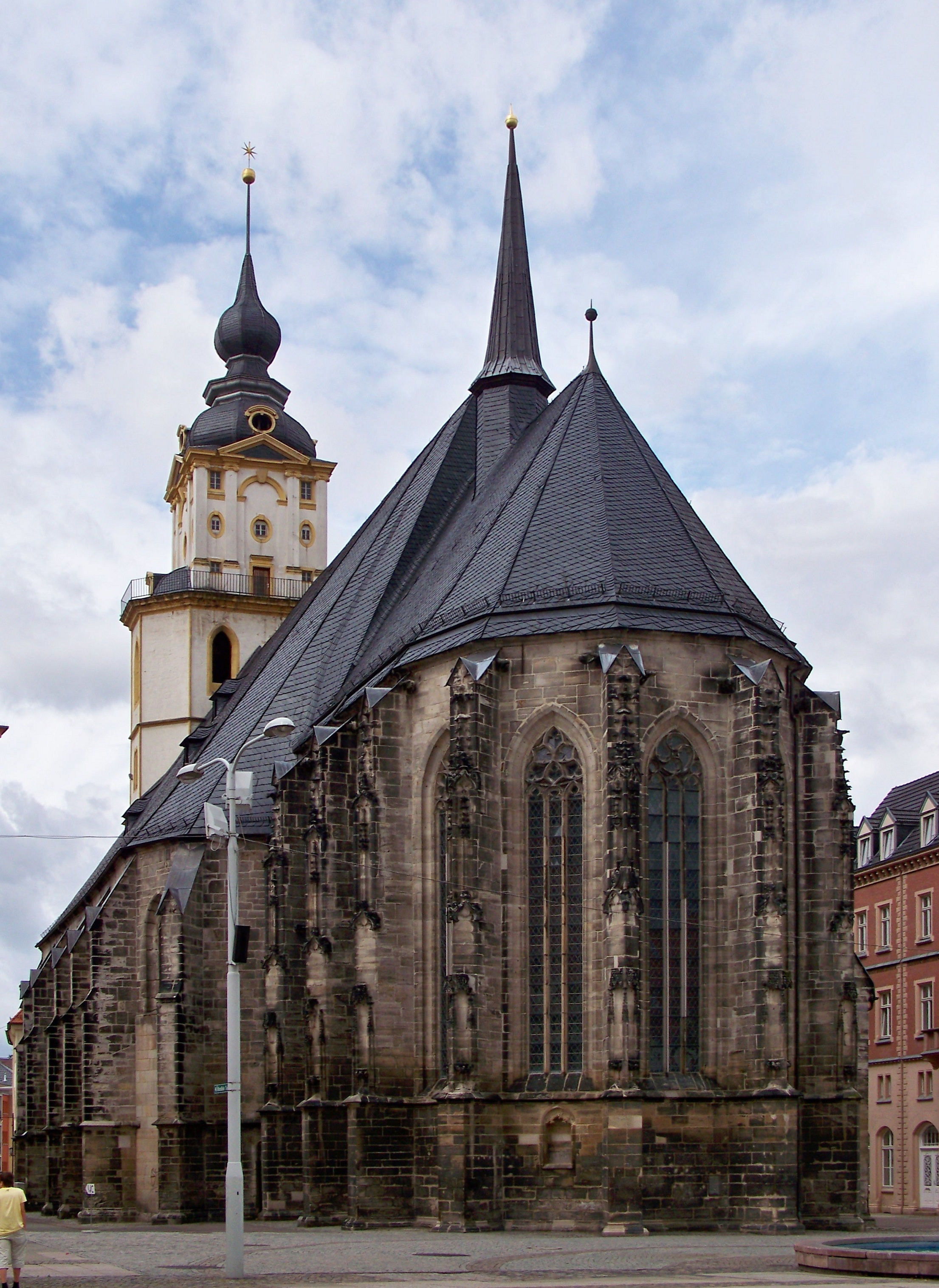
Церковь Девы Марии на Рыночной площади
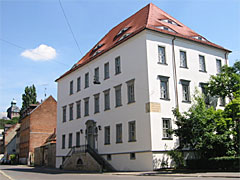
Дом-музей Новалиса
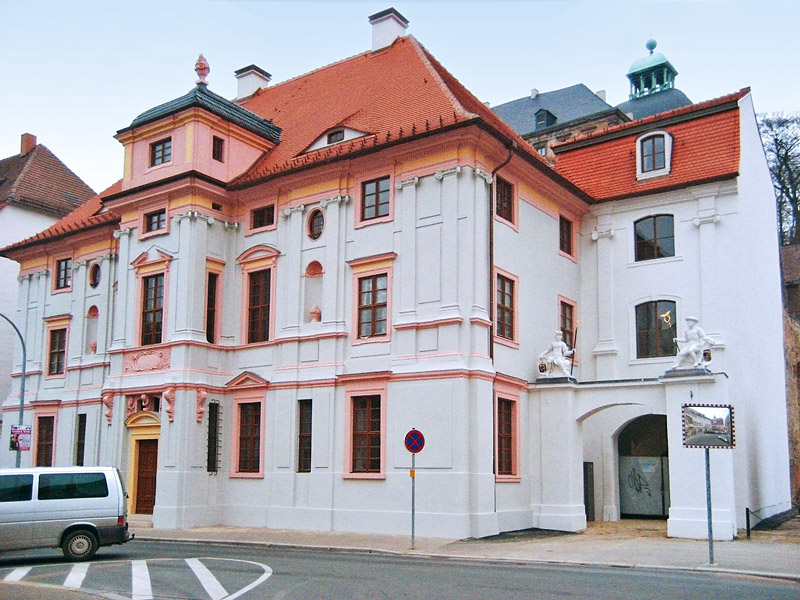
Княжеский дом
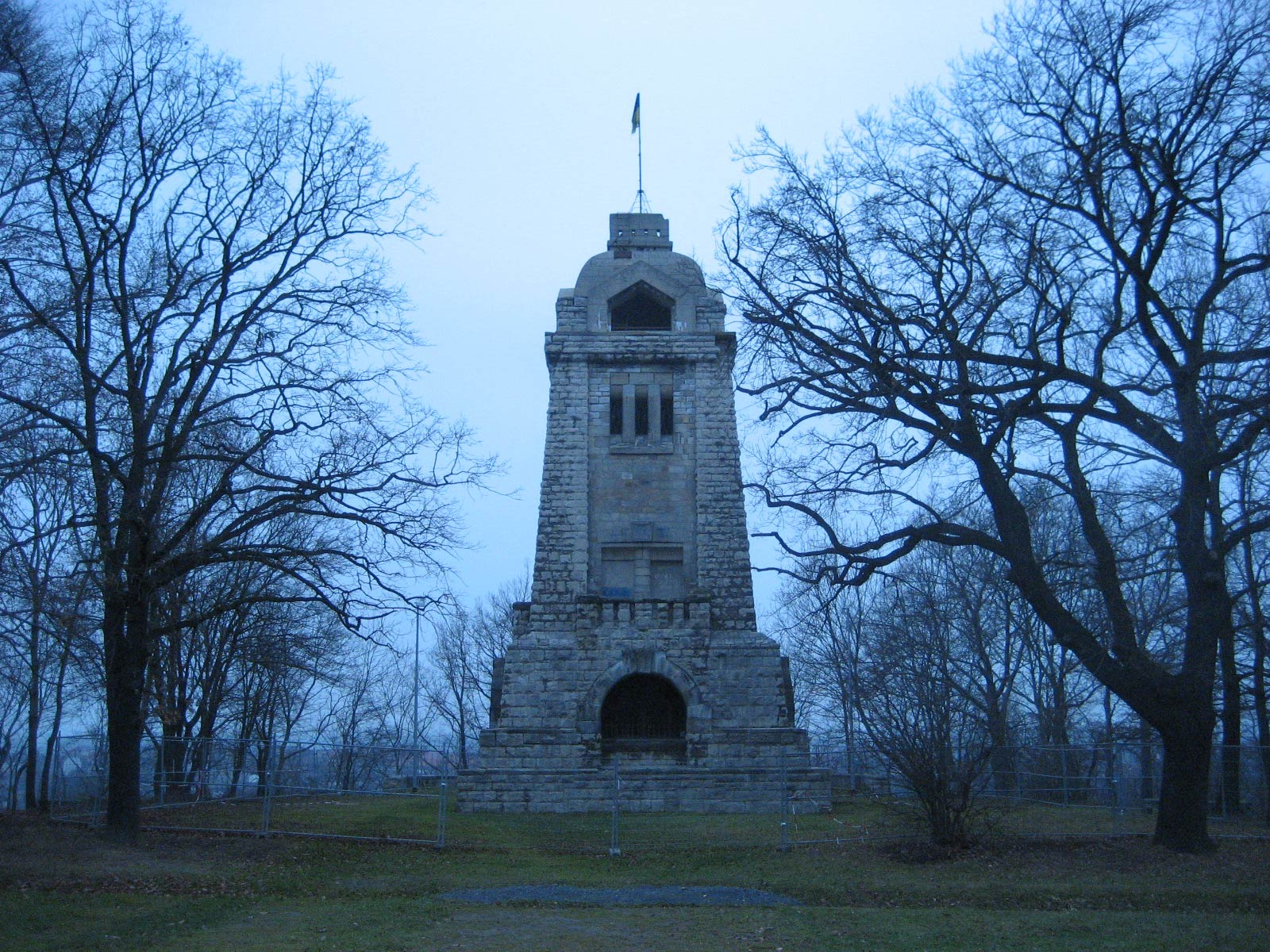
Башня Бисмарка